# Furieuse
Pour l’article homonyme, voir Furieuse (homonymie).
La Furieuse est une rivière française qui coule dans les départements du Doubs et du Jura, en Bourgogne-Franche-Comté. C'est un affluent de la Loue en rive gauche, donc un sous-affluent du Rhône par le Doubs et la Saône.

## Histoire
Un des anciens noms de cette rivière était la Foriole, venant du mot latin "foriolus" signifiant "diarrhée". Dans sa Description de la Franche-Comté en 1552, l’humaniste et géographe Gilbert Cousin en donne l'explication: Salins est arrosé par la Forique ou Foriole, qui fait mouvoir quelques moulins. Elle est appelée ainsi parce qu'elle débarrasse la ville des immondices. On y jette, en effet, les excréments, les balayures des maisons et les eaux ménagères de la cité. Il y'en a qui la nomme plus honnêtement la Furieuse car elle coule avec rapidité, célérité et fureur.

## Géographie

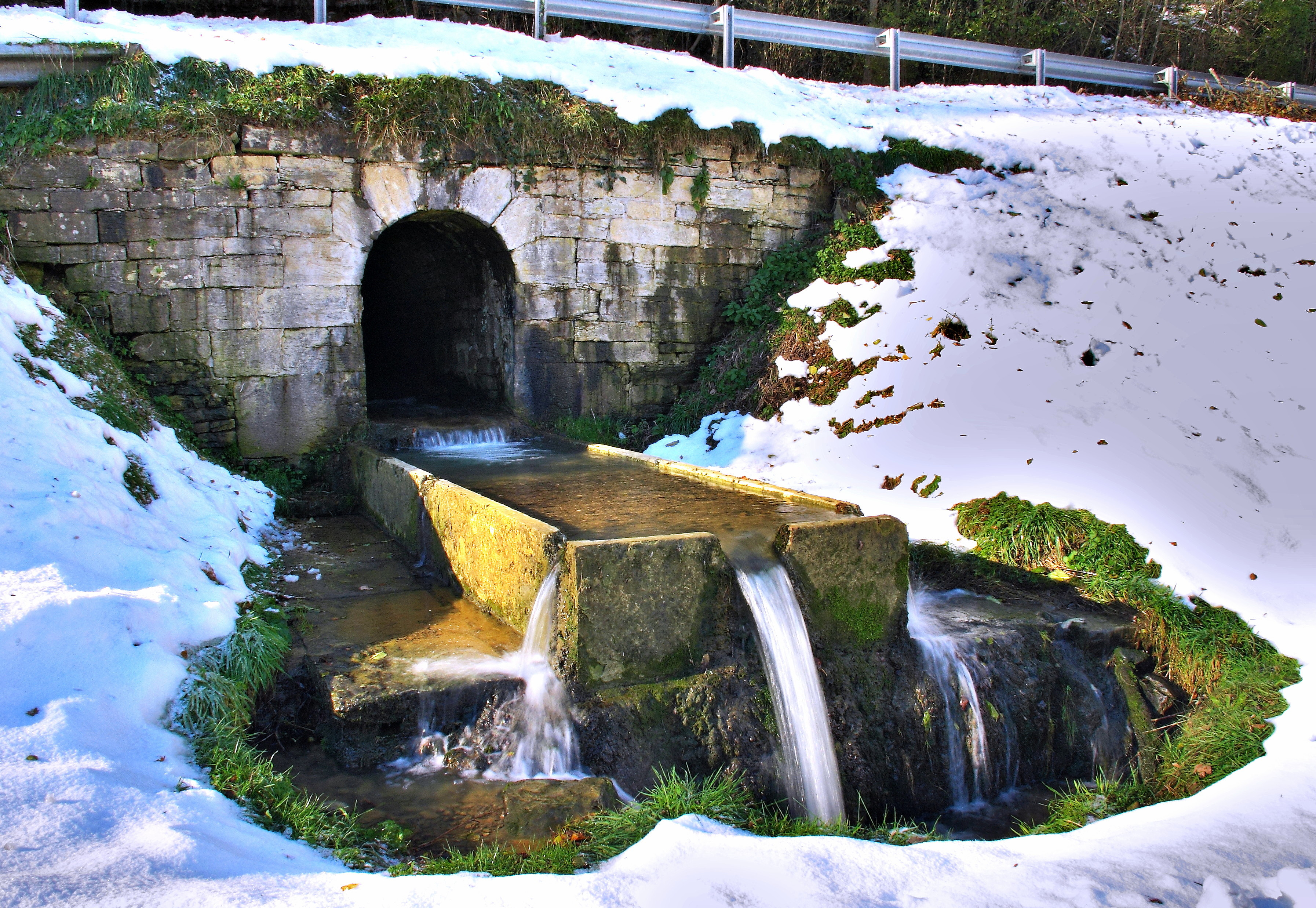
Source de Faux Perrier

D'une longueur de 18,7 kilomètres, la Furieuse naît sur le territoire de Pont-d'Héry, petite localité située dans une région très boisée et abondamment arrosée (forêt des Moidons), près du lieu-dit Scier, à la source de Faux Perrier, à l'altitude 591 mètres. Dans la partie haute, sur la commune de Pont-d'Héry, elle s'appelle aussi, pour Géoportail, le ruisseau de Pré d'Héry.
Son cours a une orientation générale allant depuis le sud-sud-est vers le nord-nord-ouest. Elle se jette dans la Loue à Rennes-sur-Loue, à 247 mètres d'altitude, près du lieu-dit Pont Roz, peu après le passage sous la N 83.

### Communes et cantons traversés
La Furieuse traverse ou longe sept communes. Six d'entre elles sont situées dans le canton de Salins-les-Bains, dans le Jura, à savoir, de l'amont vers l'aval : Pont-d'Héry (source), Chaux-Champagny, Bracon, Salins-les-Bains, Marnoz et la Chapelle-sur-Furieuse.
À son confluent, la Furieuse constitue la limite entre les communes de Rennes-sur-Loue et Grange-de-Vaivre (cantons de Quingey dans le Doubs et Mont-sous-Vaudrey dans le Jura).

### Toponyme
La Furieuse a donné son hydronyme à la commune de La Chapelle-sur-Furieuse.

### Bassin versant
La Furieuse traverse une seule zone hydrographique La Loue de la Furieuse à la Larine incuse (U263) de 1 290 km2 de superficie.

## Affluents
La Furieuse a six affluents référencés dans la base SANDRE :
- le ruisseau de Boisset (rd) 1,6 km sur les trois communes de Chaux-Champagny, Pont-d'Héry, et Salins-les-Bains.
- le ruisseau de Gouaille (rd) 5,2 km sur les deux communes de Clucy et Salins-les-Bains. Il s'appelle aussi, pour Géoportail, en partie haute le ruisseau de L'Étang. La Cascade de Gouaille sépare ces deux parties dans une zone protégée près du sentier de grande randonnée le GR 59[4].
- le bief des Roussets (rd) 2,4 km sur la seule commune de Salins-les-Bains.
- le ruisseau le Pissouse (rd) 1,9 km sur les deux communes de La Chapelle-sur-Furieuse et Saint-Thiébaud.
- le ruisseau la Vache (rg) 4,1 km sur les trois communes de Marnoz, Pretin et Salins-les-Bains et passant à côté du sentier de grande randonnée le GR 59[4].
- le ruisseau d'Ivrey (rd) 4 km sur les deux communes de La Chapelle-sur-Furieuse et Ivrey.

Donc son rang de Strahler est de deux.

## Hydrologie

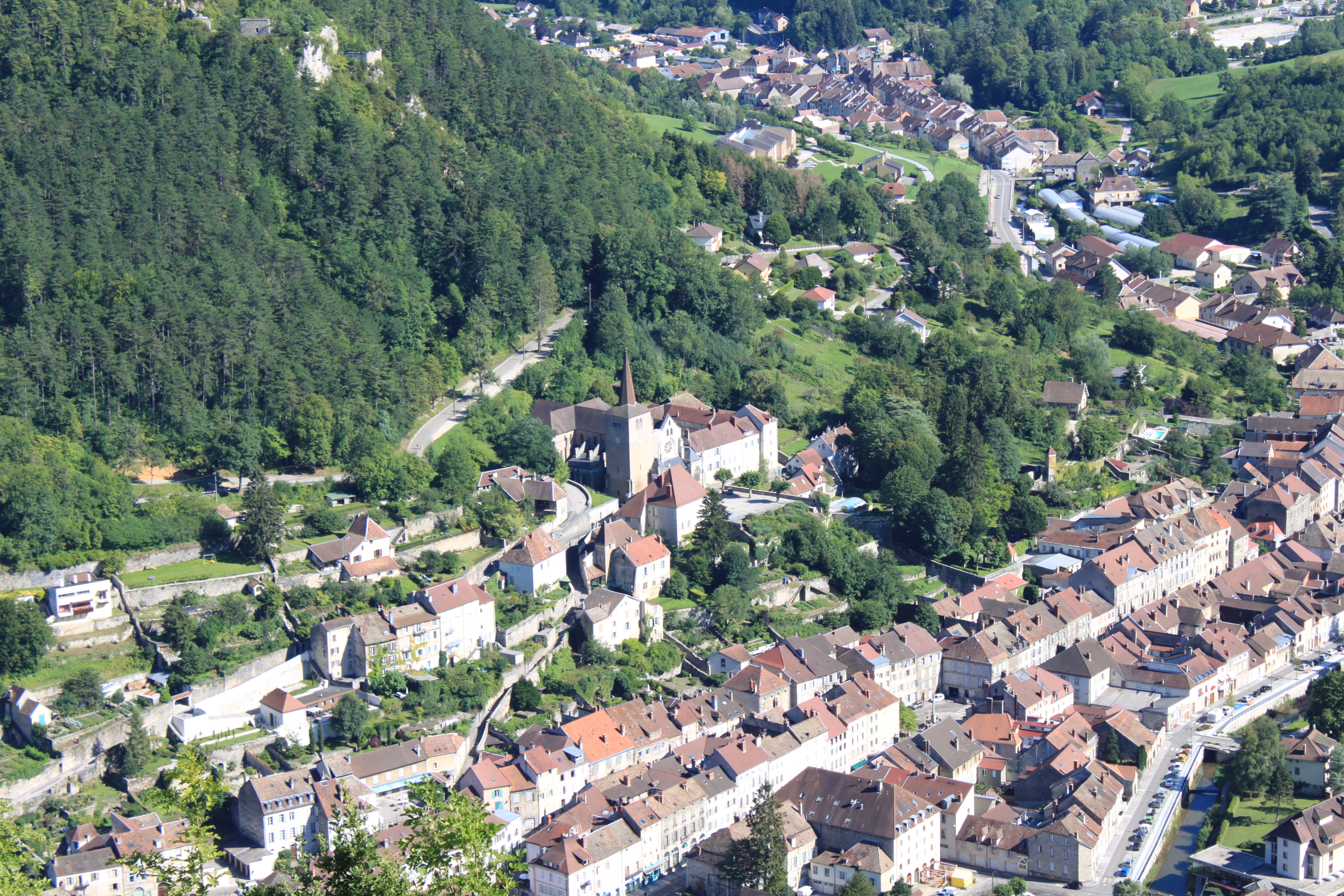
La Furieuse à Salins-les-Bains (en bas à droite de la photo)

La Furieuse est une rivière très abondante, comme la plupart des cours d'eau du bassin du Doubs. 

### La Furieuse à Salins-les-Bains
Son débit a été observé depuis le 5 mars 1981 , à Salins-les-Bains, à 330 m d'altitude, localité assez proche de son confluent avec la Loue. Le bassin versant de la rivière y est de 43 km2 soit plus ou moins 80 % de sa totalité[réf. nécessaire].
Le module de la rivière à Salins-les-Bains est de 1,6 m3/s.
La Furieuse présente des fluctuations saisonnières de débit assez marquées, de type pluvial, comme bien souvent dans l'est de la France. Les hautes eaux se déroulent en automne et en hiver portant le débit mensuel moyen à un niveau situé entre 2,14 et 2,56 m3/s, de novembre à mars inclus (avec un maximum en décembre). Dès fin mars, le débit diminue doucement jusqu'aux basses eaux d'été qui ont lieu de juillet à septembre, entraînant une baisse du débit moyen mensuel jusqu'à 0,374 m3 au mois d'août. Mais les fluctuations de débit sont bien plus prononcées sur de plus courtes périodes et selon les années.

### Étiage ou basses eaux
À l'étiage, le VCN3 peut chuter jusque 0,059 m3, en cas de période quinquennale sèche, soit 59 litres par seconde, ce qui est assez sévère, le cours d'eau étant alors réduit à quelques filets d'eau. 

### Crues
Les crues peuvent être très importantes compte tenu de la petite taille du bassin versant de la rivière et de son débit moyen. Les QIX 2 et QIX 5 valent respectivement 26 et 32 m3/s. Le QIX 10 est de 35 m3/s, le QIX 20 de 39 m3 et le QIX 50 de 44 m3.
Le débit instantané maximal enregistré à Salins-les-Bains durant cette période, a été de 41,20 m3/s le 25 décembre 2013 en même temps que la hauteur maximale instantanée de 151 cm ou 1,51 m, tandis que la valeur journalière maximale était de 30,5 m3/s le 20 février 1999. En comparant la première de ces valeurs avec l'échelle des QIX de la rivière, il apparait que cette crue était d'ordre cinquénal, et donc destinée à se reproduire en moyenne tous les 50 ans.

### Lame d'eau et débit spécifique
La lame d'eau écoulée dans le bassin versant de la Furieuse est de 1 003 millimètres annuellement, ce qui est trois à quatre fois plus important que la moyenne d'ensemble de la France tous bassins confondus, et nettement plus élevé que deux fois la moyenne du bassin de la Saône (501 millimètres par an à Lyon). Le débit spécifique (ou Qsp) de la rivière atteint 31,7 litres par seconde et par kilomètre carré de bassin.

## Aménagements et écologie

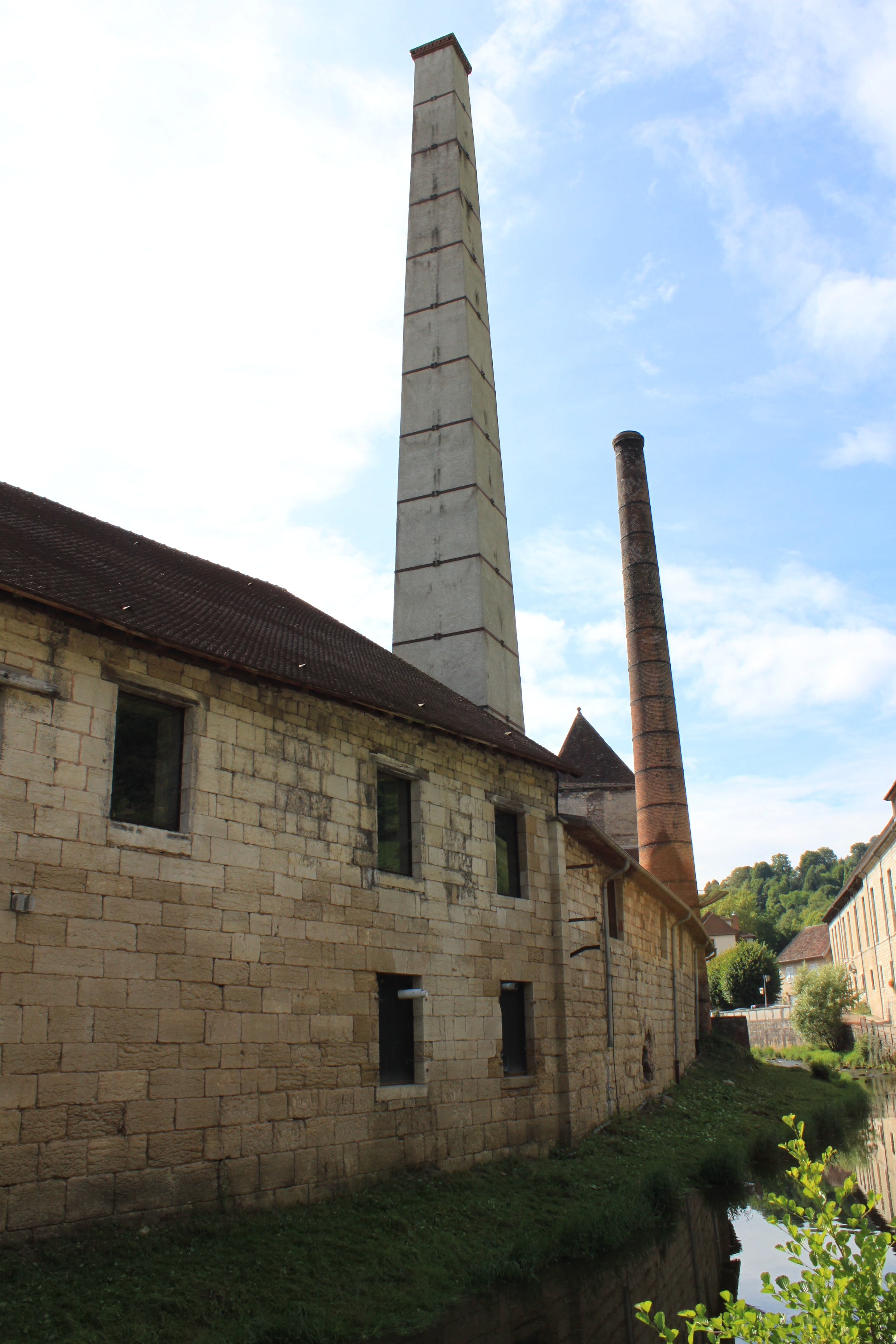
La Furieuse devant la Saline à Salins-les-Bains.

Pour son passage dans Salins, le cours d'eau est en partie canalisé : il emprunte 2 conduits de 4 m de diamètre et 230 m de long sous la D. 472 .
Le cours de la Furieuse a servi, de Salins à son confluent avec la Loue, au passage du saumoduc allant de Salins à Arc et Senans.
Une partie des eaux de la Furieuse est injectée dans le gisement de sel gemme de la Grande saline de Salins-les-Bains, pour produire la saumure. 
La Furieuse était aussi, en 2013, au centre d'un débat sur les rejets d'eau salée des thermes de Salins-les-Bains.
D'ici 2019, le cours d'eau doit faire l'objet d'un projet de restauration hydromorphologique.